# Всеукраїнський день краєзнавства
Всеукраїнський день краєзнавства — щорічне свято краєзнавців, яке відзначається 28 травня.

## Історія

### Запровадження
Всеукраїнський день краєзнавства було запроваджено відповідно до рішення VI з'їзду Національної спілки краєзнавців України, який відбувся 23 січня 2017 року. Датою святкування було визначено 28 травня.

### Походження дати
Саме цього дня 1925 року в місті Харкові розпочалася І Всеукраїнська конференція з краєзнавства під час роботи якої було створено Український комітет краєзнавства. Від цієї дати, який вважається офіційною датою інституціоналізації вітчизняного краєзнавчого руху, веде відлік своєї історії Національна спілка краєзнавців України.

## Мета свята
Метою свята було визначено підвищення суспільної уваги до діяльності краєзнавців, поглиблення дослідження та популяризації історії, культури, мови, звичаїв і традицій українського народу, репрезентації практичних здобутків у цьому напрямку; залучення до вивчення та пізнання рідного краю широких верств населення; поглиблення співпраці з державними органами влади, закладами культури та освіти, науковими установами, громадськими організаціями зацікавленими у розвитку краєзнавства.

## Відзначення
До 2017 року різні культурно-освітні та наукові організації відзначали День краєзнавства в різні дати, тому НСКУ звернулася до них, а також усієї громадськості України із пропозицією долучитися до відзначення Всеукраїнського дня краєзнавства 28 травня, а органи влади — розглянути питання щодо затвердження його на державному рівні.
На початку 2021 року, за результатами проведення слухань, присвячених державній підтримці творчих спілок, Комітет Верховної Ради України з питань гуманітарної та інформаційної політики ухвалив рішення підготувати звернення до Президента України з пропозицією щодо встановлення 28 травня Всеукраїнського дня краєзнавства на державному рівні.

### 2017
Перше святкування Всеукраїнського дня краєзнавства відбулося у 2017 році.

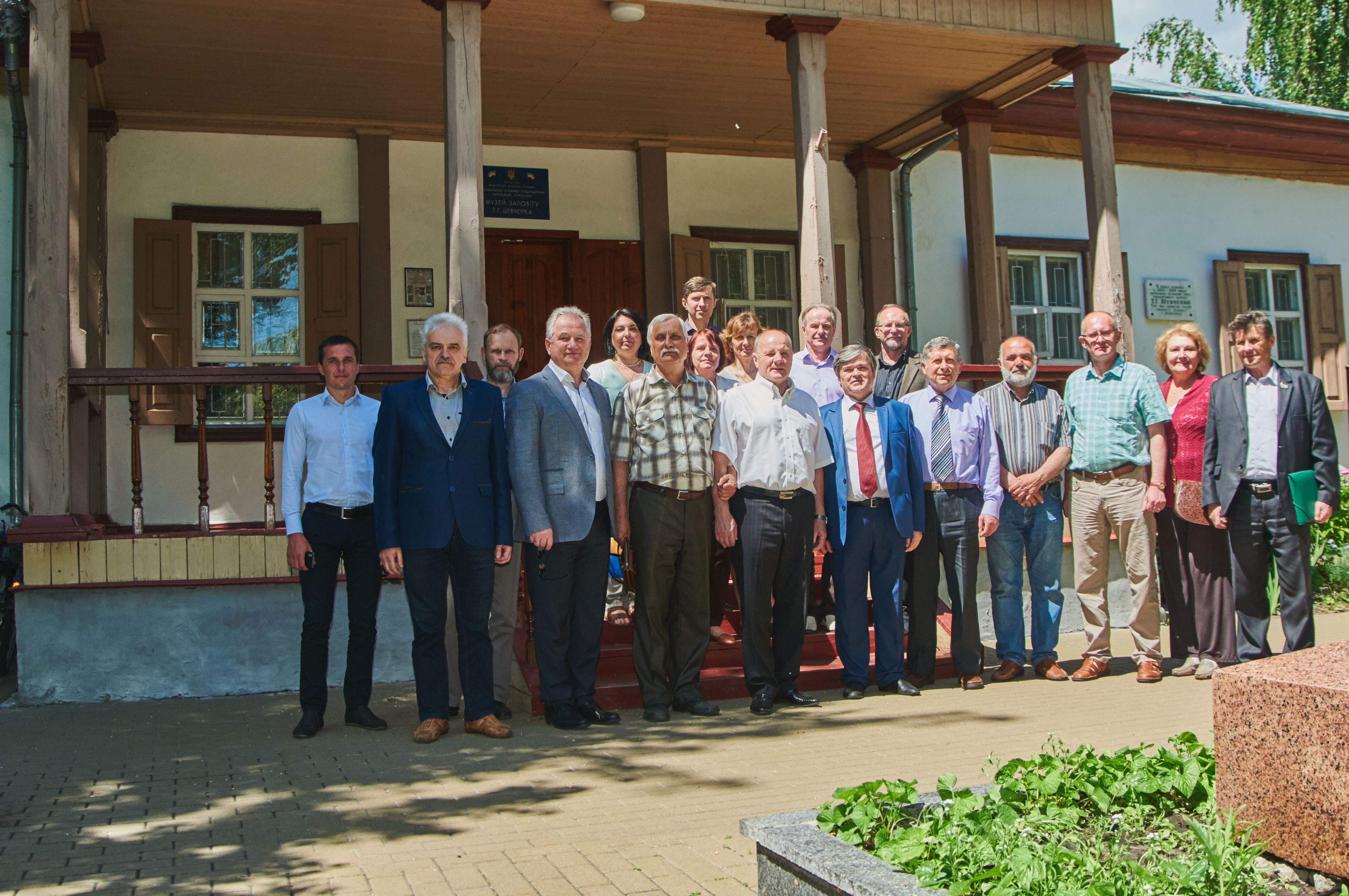
Делегація НСКУ біля будівлі музею «Заповіту» Тараса Шевченка в місті Переяслав-Хмельницький

Зважаючи на те, що 28 травня припадало на неділю, основні офіційні заходи проводилися наступних днів травня.
З цієї нагоди Національна спілка краєзнавців України організувала і провела науково-краєзнавчу експедицію до Переяслава за участі краєзнавців, істориків, науковців, музейників тощо з декількох областей України. Програма включала проведення засідання Президії, відвідування декількох музеїв міста та району, обговорення проблем та перспектив розвитку сучасного краєзнавства.
Зусиллями та з ініціативи краєзнавців низку заходів, приурочених до Всеукраїнського дня краєзнавства було проведено у Дніпропетровській, Донецькій, Житомирській, Закарпатській, Івано-Франківській, Харківській, Херсонській, Хмельницькій, Черкаській областях, місті Києві та ін.
Основними формами відзначення Всеукраїнського дня краєзнавства стали презентації книг та книжкових виставок, зустрічі із краєзнавцями, проведення конференцій та круглих столів, засідань краєзнавчих клубів, виступи у ЗМІ тощо.

### 2018‒2019
Упродовж 2018‒2019 років краєзнавча спільнота приділяла увагу популяризації відзначення свята. НСКУ ініціювала звернення до влади з проханням внести Всеукраїнський день краєзнавства до переліку щорічних свят, що відзначаються на державному рівні. Відповідна інформація була офіційно взята до відома Комітетом Верховної Ради України з питань соціальної політики, зайнятості та пенсійного забезпечення ще у 2017 р., однак жодного рішення не було ухвалено.
Відзначення свята було ознаменоване проведенням низки різноформатних заходів у різних регіонах, зазвичай у період кінця травня — початку червня. У 2018 р. їх кульмінацією стала спеціальна Всеукраїнська нарада у Києві, на якій краєзнавці та освітяни обговорили стан гуманітарної освіти в Україні в цілому, зупинилися на проблемах викладання навчальних курсів із краєзнавчої тематики в закладах вищої освіти (за її результатами опубліковано збірник матеріалів). У 2019 р. в Черкасах відбулося Перше обласне краєзнавче свято «Моя Черкащина», на Донеччині (у Слов'янську) організовано зібрання місцевих краєзнавців, у Києві проведено пішохідну краєзнавчу екскурсію, на UA:Українське радіо та радіо «Голос Донбасу» лунали спеціальні випуски ефірів та ін.

### 2020‒2021
Відзначення Всеукраїнського дня краєзнавства у цей період було ускладнене у зв'язку із карантинними обмеженнями, тож заплановані заходи проводилися переважно у дистанційному форматі, із використанням сучасних засобів комунікації. Зважаючи на це, Національна спілка краєзнавців України, як головний інституційний ініціатор, значну увагу приділила якнайширшому поширенню інформації про свято у вебпросторі.
У 2020 році, завдяки публічній підтримці (у формі публікації вітання, інформаційної довідки, інтерв'ю, аналітичної статті, проведення онлайн-виставки тощо) загальнодержавних та регіональних ЗМІ різного формату (ТСН, телеканал «Прямий», регіональний житомирський телеканал СК1, інформаційна агенція «Погляд», портал «Рідна Україна», телекомпанія «Орбіта», інформ-агенції «Чернігівський монітор» та «Дивись.info», портал «Радивилів.info» та ін.), центральних органів влади (Київська та Чернігівська ОДА, районні держадміністрації і міські громади у Львівській, Кіровоградській, Івано-Франківській, Херсонській, Харківській областях), закладів культури та освіти (заповідники, краєзнавчі музеї, бібліотеки, університети, архіви, тощо) до Всеукраїнського дня краєзнавства була прикута увага значно ширшої аудиторії, порівняно із попередніми роками.
У 2021 році продовжилася традиція проведення заходів, зокрема різноманітних публічних заходів, презентацій краєзнавчих видань, конференцій та круглих столів, засідань краєзнавчих столів й керівних органів обласних осередків НСКУ.

### 2022—2023

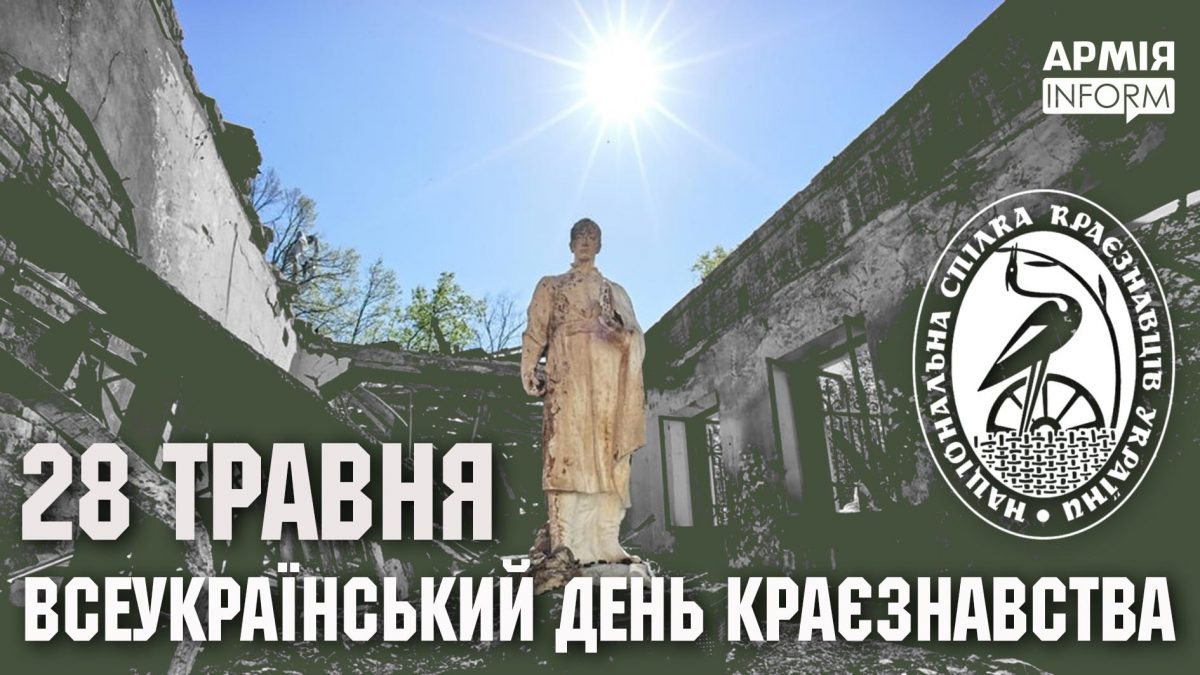
Колаж з нагоди Всеукраїнського дня краєзнавства, 2022 рік

У складних умовах воєнного часу краєзнавці разом з усім українським народом здійснюють велику роботу з підтримки Збройних Сил України, проводять значну волонтерську діяльність, продовжують працювати на краєзнавчому фронті, опікуючись питаннями збереження історико-культурної спадщини, реєстрації зруйнованих та пошкоджених пам'яток української культури, безпеки музейних, бібліотечних збірок та колекцій, розширюють просвітницьку діяльність серед молоді. Під час війни, багато краєзнавців пишуть щоденники та хроніки подій, збирають світлини, свідчення очевидців бойових дій та воєнні артефакти. Адже після перемоги багатьом з них доведеться взяти участь у написанні правдивої, не спотвореної російськими пропагандистами, історії української незалежності та цієї війни, формувати музейні колекції, проводити екскурсії.
20 травня 2022 року до Всеукраїнського дня краєзнавства було приурочено лекторій «Джерело історичної пам'яті: Михайло Максимович, настільний календар» про видатного науковця, першого ректора Київського університету Михайла Максимовича. 26 травня 2022 з нагоди свята відбувся регіональний телеміст «Краєзнавці Черкащини: Україна переможе» в Черкаській обласній універсальній науковій бібліотеці імені Тараса Шевченка.

### 2024
28 травня 2024 року, в ході Всеукраїнського дня краєзнавства, в місті Одесі на фасаді будинку № 36 по вулиці Пастера було встановлено  меморіальну дошку вченому-мандрівнику і гуманісту, правозахиснику, антропологу, етнографу українського походження Миколі Миколайовичу Миклухо-Маклаю (1846-1888), який відвідував місто в 1869, 1886 та 1887 роках.